# フレイザーバレー地域
フレイザーバレー地域（フレイザーバレーちいき、英: Fraser Valley Regional District, FVRD）は、ブリティッシュコロンビア州の地方行政区の1つ。西にメトロバンクーバーと、東はオカナガン・シミルカミーン地域と接している。

## 行政区
6つの市町村と8つの区画に分かれる。

### 主な都市
- チリワック （Chilliwack）
- アボッツフォード （Abbotsford）
- ハリソン・ホット・スプリングス （Harrison Hot Springs）